# 鈴木雅之 (演出家)
鈴木 雅之（すずき まさゆき、1958年9月6日 - ）は、日本の演出家。フジテレビジョン役員待遇編成局制作センター第一制作室ゼネラルディレクター。東京都練馬区上石神井出身。

## 人物
1979年、日活芸術学院卒業。テレパック・共同テレビジョンと制作会社を渡り歩き、若松節朗や福本義人などの下で演出補を担当。1994年12月に共同テレビ系列子会社のベイシスよりフジテレビに移籍。1999年に『GTO』で映画監督デビュー。
2018年4月30日付で第1制作室長からゼネラルディレクターとなる。鈴木吉弘第一制作室長に後任となる。

## 受賞歴
1994年
- 第3回ザテレビジョンドラマアカデミー賞 監督賞（星田良子と共に）（『29歳のクリスマス』）

1995年
- 第5回ザテレビジョンドラマアカデミー賞 監督賞（河野圭太と共に）（『王様のレストラン』）
- 第7回ザテレビジョンドラマアカデミー賞 監督賞（中江功、臼井裕詞、石坂理江子と共に）（『まだ恋は始まらない』）

1996年
- 第11回ザテレビジョンドラマアカデミー賞 監督賞（石坂理江子と共に）（『こんな私に誰がした』）

1998年
- 第17回ザテレビジョンドラマアカデミー賞 監督賞（土方政人・平野眞・徳市敏之と共に）（『ショムニ』）

2001年
- 第28回ザテレビジョンドラマアカデミー賞 監督賞（平野眞､澤田鎌作､加門幾生と共に）（『HERO』）

2014年
- 第82回ザテレビジョンドラマアカデミー賞 監督賞（『HERO』）

## 監督作品

### テレビドラマ
- オレの妹急上昇（1987年）
- あなたが欲しい（1989年）
- この胸のときめきを（1989年）
- 奇妙な出来事（1989年 - 1990年）
- いつも誰かに恋してるッ（1990年）
- 世にも奇妙な物語（1990年 - 2013年）
  - 「恐怖の手触り」
  - 「猿の手様」
  - 「遅すぎた恋人」
  - 秋の特別編「代打はヒットを打ったか?」
  - 冬の特別編「大予言」
  - 「家族の肖像」
  - 春の特別編「もう一人の花嫁」
  - ｢目撃者｣
  - 秋の特別編「ニュースおじさん」
  - 春の特別編「奇遇」
  - 「不幸の伝説」
  - 冬の特別編「妄想特急」
  - 冬の特別編「言葉の戦争」
  - 秋の特別編「マエストロ」
  - 冬の特別編「先生の『あんなこと』」
  - 秋の特別編「公園デビュー」
  - 春の特別編「くしゃみ」
  - 春の特別編「夜汽車の男」
  - 春の特別編「サイゴノヒトトキ」
  - 秋の特別編「理想のスキヤキ」
  - 秋の特別編「耳かき」
  - 春の特別編「AIRドクター」
- いつか誰かと朝帰りッ（1990年）
- 新OL三人旅2「飛騨高山湯けむり殺人」（1991年）
- 君たちがいて僕がいる（1992年）
- 大人は判ってくれない（1992年）
- 白鳥麗子でございます!（1993年、チーフディレクター）
- チャンス!（1993年）
- 29歳のクリスマス（1994年、チーフディレクター）
- 17才-at seventeen-（1994年、チーフディレクター）
- 王様のレストラン（1995年、チーフディレクター）
- まだ恋は始まらない（1995年、チーフディレクター）
- ロングバケーション（1996年）
- こんな私に誰がした（1996年、チーフディレクター）
- 3番テーブルの客（1997年）
- 成田離婚（1997年、チーフディレクター）
- 総理と呼ばないで（1997年、チーフディレクター）
- 世界で一番パパが好き（1998年、チーフディレクター）
- ショムニ（1998年 - 2002年、2013年、チーフディレクター）
- 古畑任三郎（1999年）
  - 第26回「古畑任三郎 vs SMAP」
  - 第27回「黒岩博士の恐怖」
  - 第29回「その男、多忙につき」
- HERO（2001年、2014年、チーフディレクター）
- スタアの恋（2001年、チーフディレクター）
- 熱烈的中華飯店（2003年、チーフディレクター）
- 太閤記 サルと呼ばれた男（2003年）
- 徳川綱吉 イヌと呼ばれた男（2004年）
- 恋におちたら〜僕の成功の秘密〜（2005年、チーフディレクター）
- ほんとにあった怖い話（2005年）
  - 「心霊写真」
- おかしなふたり（2006年、チーフディレクター）
- ザ・ヒットパレード〜芸能界を変えた男・渡辺晋物語〜（2006年）
- 向井千秋 夢を宇宙に追いかけた人（2006年）
- 鹿男あをによし（2008年、チーフディレクター）
- 婚カツ!（2009年、チーフディレクター）
- プロポーズ兄弟〜生まれ順別 男が結婚する方法〜（2011年）
- 東野圭吾ミステリーズ（2012年）※ナビゲーションパート演出
- PRICELESS〜あるわけねぇだろ、んなもん!〜（2012年、チーフディレクター）
- 坊っちゃん（2016年）[11]
- 吹く風は秋（2017年）
- ラジエーションハウス〜放射線科の診断レポート〜（2019年[2]、2021年、チーフディレクター）
- 元彼の遺言状（2022年、チーフディレクター）
- ONE DAY〜聖夜のから騒ぎ〜（2023年、チーフディレクター）
- 嘘解きレトリック（2024年）

### 映画
- GTO（1999年）
- 世にも奇妙な物語 映画の特別編（2000年）「携帯忠臣蔵」（監修、演出）
- NIN×NIN 忍者ハットリくん THE MOVIE（2004年）
- HERO（2007年）[12]
  - HERO 2（2015年）
- プリンセス トヨトミ（2011年）
- 本能寺ホテル（2017年）
- マスカレード・ホテル（2019年）
- マスカレード・ナイト（2021年）
- 劇場版ラジエーションハウス（2022年4月29日）[13]
- 湯道（2023年2月23日）[14]